# اکینوپسیس اسپاکیانا
اکینوپسیس اسپاکیانا(نام علمی: Echinopsis spachiana) نام یک گونه از سرده اکینوپسیس است.